# Пенцлав (гмина)
Пенцлав (пол. Pęcław) — сельская гмина (волость) в Польше, входит как административная единица в Глогувский повет, Нижнесилезское воеводство. Население — 2305 человек (на 2004 год).

## Демография
| Перепись                       | Всего   | Всего | Женщины | Женщины | Мужчины | Мужчины |
| ------------------------------ | ------- | ----- | ------- | ------- | ------- | ------- |
| Единицы                        | человек | %     | человек | %       | человек | %       |
| Население                      | 2305    | 100   | 1121    | 48,6    | 1184    | 51,4    |
| Плотность населения (чел./км²) | 35,9    | 35,9  | 17,5    | 17,5    | 18,5    | 18,5    |

## Сельские округа
1. Бялоленка
2. Дроглёвице
3. Котовице
4. Лешковице
5. Пенцлав
6. Персна
7. Вежховня
8. Ветшице
9. Войшин

## Соседние гмины
1. Гмина Глогув
2. Гмина Грембоцице
3. Гмина Нехлюв
4. Гмина Рудна
5. Гмина Шлихтынгова